# Problème de Dirichlet
En mathématiques, le problème de Dirichlet est de trouver une fonction harmonique définie sur un ouvert {\displaystyle \Omega \,} de {\displaystyle \mathbb {R} ^{n}} prolongeant une fonction continue définie sur la frontière de l'ouvert {\displaystyle \Omega \,}. Ce problème porte le nom du mathématicien allemand Johann Peter Gustav Lejeune Dirichlet.

## Exposé du problème
Problème de Dirichlet — Soit {\displaystyle \Omega \,} un ouvert de {\displaystyle \mathbb {R} ^{n}} et {\displaystyle \partial \Omega } sa frontière.
Soit {\displaystyle G:\partial \Omega \to \mathbb {R} } continue.
Peut-on trouver {\displaystyle \Phi :\Omega \to \mathbb {R} } telle que :
- {\displaystyle \Phi \,} de classe {\displaystyle {\mathcal {C}}^{2}} et {\displaystyle \Delta \Phi ={\frac {\partial ^{2}\Phi }{\partial x_{1}^{2}}}+{\frac {\partial ^{2}\Phi }{\partial x_{2}^{2}}}+...+{\frac {\partial ^{2}\Phi }{\partial x_{n}^{2}}}=0} ({\displaystyle \Phi \,} vérifie l'équation de Laplace) ;

- {\displaystyle \Phi \,} continue sur {\displaystyle {\bar {\Omega }}} ;

- {\displaystyle \Phi =G\,} sur {\displaystyle \partial \Omega } ?

Il n'existe pas toujours de solution au problème de Dirichlet.

## Solutions au problème

### Exemple: solution sur un disque dans ℝ²
Dans cette partie, {\displaystyle \Omega =D(0,1)}, où {\displaystyle D(0,1)} est le disque de centre 0 et de rayon 1. Il existe alors une solution au problème de Dirichlet, définie ci-dessous.
On a toujours {\displaystyle G:\partial \Omega \to \mathbb {R} } continue sur {\displaystyle \partial \Omega }.
On pose : {\displaystyle g:{\begin{matrix}\mathbb {R} &\to &\mathbb {R} \\\theta &\mapsto &G(\cos \theta ,\sin \theta )\end{matrix}}}.
La solution est {\displaystyle \Phi :\Omega \to \mathbb {R} } définie telle que :
{\displaystyle \Phi (r\cos \theta ,r\sin \theta )=\left\{{\begin{matrix}\sum _{n\in \mathbb {Z} }C_{n}(g)r^{\left|n\right|}e^{ni\theta },&{\mbox{si }}r<1\\g(\theta ),&{\mbox{si }}r=1\end{matrix}}\right.}
où {\displaystyle C_{n}(g)\,} est coefficient de la série de Fourier de la fonction g.
{\displaystyle C_{n}(g)={\frac {1}{2\pi }}\int _{0}^{2\pi }g(\theta )e^{-in\theta }d\theta }
Preuve :
La continuité de la fonction ainsi que le fait qu'elle soit réelle découle des résultats sur les sommations de Poisson, liés aux séries de Fourier.
{\displaystyle \Phi \,} vérifie l'équation de Laplace car elle en fait la partie réelle d'une fonction analytique. On remarque en effet que {\displaystyle \Phi \,} s'exprime comme la somme de deux fonctions analytiques et qu'elle est réelle. Or la partie réelle d'une fonction analytique vérifie toujours l'équation de Laplace.

### Unicité de la solution pour Ω borné
Lorsque le problème admet une solution et que  {\displaystyle \Omega } est borné, celle-ci est unique.
Preuve :
Soient {\displaystyle \Phi \,} et {\displaystyle \Psi \,} deux fonctions définies de {\displaystyle \Omega \,} sur {\displaystyle \mathbb {R} } telles que {\displaystyle \Phi \,} et {\displaystyle \Psi \,} répondent au problème de Dirichlet.
On pose {\displaystyle \omega =\Phi -\Psi \,}
Calculons {\displaystyle \int _{\Omega }\sum _{i=1}^{n}\left({\frac {\partial \omega }{\partial x_{i}}}\right)^{2}dA\quad } où {\displaystyle dA\,} est un élément infinitésimal de {\displaystyle \mathbb {R} ^{n}}
On obtient : {\displaystyle \int _{\Omega }\left[\sum _{i=1}^{n}{\frac {\partial \left(\omega {\frac {\partial \omega }{\partial x_{i}}}\right)}{\partial x_{i}}}-\omega \Delta \omega \right]dA}
Or {\displaystyle \Delta \omega =\Delta \Phi -\Delta \Psi =0\,}
On applique à présent le théorème de la divergence et obtient :
{\displaystyle \int _{\Omega }\sum _{i=1}^{n}\left({\frac {\partial \omega }{\partial x_{i}}}\right)^{2}dA=\int _{\partial \Omega }\omega \left[\left(\sum _{i=1}^{n}{\frac {\partial \omega }{\partial x_{i}}}s_{i}\right)\right]dS\quad } où {\displaystyle {\vec {s}}=(s_{1},s_{2},...,s_{n})} est le vecteur normal à la surface {\displaystyle \partial \Omega } et {\displaystyle dS\,} un élément infinitésimal de {\displaystyle \partial \Omega }
{\displaystyle \int _{\Omega }\sum _{i=1}^{n}\left({\frac {\partial \omega }{\partial x_{i}}}\right)^{2}dA=0\quad } car {\displaystyle \omega =0\,} sur {\displaystyle \partial \Omega }
Conclusion :
{\displaystyle \sum _{i=1}^{n}\left({\frac {\partial \omega }{\partial x_{i}}}\right)^{2}=0}
et donc {\displaystyle \forall i=1,...,n\quad {\frac {\partial \omega }{\partial x_{i}}}=0}, {\displaystyle \omega \,} est constante, et par continuité {\displaystyle \omega =0\quad \,} sur {\displaystyle \Omega \,} car {\displaystyle \omega =0\,} sur {\displaystyle \partial \Omega }
Dans le cas de {\displaystyle \Omega } non borné, il peut y avoir des pathologies: typiquement, si l'on considère le plan {\displaystyle \mathbb {R} ^{2}} privé du disque unité. Les fonctions {\displaystyle x} et {\displaystyle {\frac {x}{x^{2}+y^{2}}}} coïncident sur la frontière du domaine et sont harmoniques.

### Forme de la solution générale
On a l'équivalence suivante :
{\displaystyle \Phi {\mbox{ solution au probl}}{\grave {\mbox{e}}}{\mbox{me de Dirichlet}}\Leftrightarrow \left\{{\begin{matrix}\forall \Psi {\mbox{ continue et de classe }}{\mathcal {C}}^{n}{\mbox{ sur }}\Omega \ {\grave {a}}{\mbox{ valeur dans }}\mathbb {R} {\mbox{, prolongeant G}}\\\\\displaystyle \int _{\Omega }\sum _{i=1}^{n}\left({\frac {\partial \Psi }{\partial x_{i}}}\right)^{2}dA>\int _{\Omega }\sum _{i=1}^{n}\left({\frac {\partial \Phi }{\partial x_{i}}}\right)^{2}dA\end{matrix}}\right.}
Le premier sens de l'équivalence se prouve de manière similaire à l'unicité de la solution.
Dirichlet avait déjà trouvé cette équivalence et il en avait déduit que le problème avait toujours une solution (c'est ce qu'on appelle le principe de Dirichlet). En effet, il lui semblait évident que l'on pouvait minimiser l'intégrale. Riemann et Gauss étaient de son avis. Weierstrass montra avec un contre-exemple que ce n'était pas toujours possible.